# Kertadewa
Kertadewa is een bestuurslaag in het regentschap Muara Enim van de provincie Zuid-Sumatra, Indonesië. Kertadewa telt 2131 inwoners (volkstelling 2010).